# Forintos Kálmán
Forintosházi Forintos Kálmán Gyula (Nagygörbő, 1834. június 13. – Mihályfa, Zala vármegye, 1903. május 21.) jogász, alszolgabíró, mihályfai földbirtokos, vármegyei bizottsági tag, a "Zala Megyei Gazdasági Egyesület" tagja, virilista.

## Családja és származása
Az ősrégi tekintélyes zalamegyei nemesi forintosházi Forintos család sarja. Apja forintosházi Forintos Károly (1795–1866) táblabíró, földbirtokos, anyja pósfai Horváth Eleonóra (1800–1863), a pósfai Horváth családból való volt. Apai nagyszülei idősebb forintosházi Forintos Károly (1763–1834), táblabíró, földbirtokos, és gulácsi Farkas Anna (1770–1805) voltak. Anyai nagyszülei pósfai Horváth Ferenc (1770–1844), Zala vármegye főjegyzője, földbirtokos, és Knecht Teréz (1780–1822) voltak. Apai dédapja forintosházi Forintos Gábor (1723–1782), királyi tanácsos, Zala vármegye első alispánja, földbirtokos volt. Forintos Kálmánnak a keresztszülei hertelendi és vindornyalaki Hertelendy Károly (1786–1861) országgyűlési követ, főszolgabíró, a majdani Zala vármegye alispánja, és neje, nedeczei Nedeczky Terézia Antónia (1792–1883) voltak. Elsőfokú unokatestvére csengeri Háczky Kálmán (1828–1904), 1848-as honvéd főhadnagy, országgyűlési képviselő, a "Zala Megyei Gazdasági Egyesület" elnöke 1882 és 1898 között, Zala vármegyei közigazgatási bizottság tagja, földbirtokos volt.

## Élete
Jogi tanulmányai befejezése után, a családi birtokon gazdálkodott. 34 évesen töltötte be az első közigazgatási tisztségét: 1868. szeptember 29-e és 1872. január 9-e között a szántói járás alszolgabírája volt. 1872-ben a keszthelyi kerület országgyűlési képviselői küldöttség jegyzője volt. 1887. szeptember 17-én a megyei közigazgatási bizottság tagjává választották. 1891-ben a Királyi Magyar Természettudományi Társulat rendes tagja volt. 1896. június 23-án Forintos Kálmán, iskolaszéki elnök volt a mihalyfai állam, segélyz. községi népiskolában. 1901. december 1-én több helybeli zalai úrral együtt, a megyei gazdasági egyesület igazgató választmány tagjának választották. A Forintos család jelentős vagyona a 19. század végére meglehetősen elapadt és az 1897-ben megjelent "Magyar Korona országainak mezőgazdasági statisztikája II. Gazdacímtár" összeállítására Forintos Kálmánnak Mihályfán 363 kataszteri holdja volt, melyből 248 kh szántóföld, 4 kh kert, 55 kh rét, 2 kh szőlő, 50 kh legelő volt. Azon belül 96 szarvasmarhája, 12 lova és 15 sertése volt Forintos Kálmánnak. Nagykapornakon pedig 193 kataszteri holdja volt melyből 95kh szántóföld, 1 kh kert, 43 kh rét, 26 kh legelő, 20 kh erdő. Nagykapornakon 36 szarvasmarhája, 4 lova és 32 sertése volt. Forintos Kálmán összesen a két településen 556 kataszteri hold földbirtokosa volt.
Darnay Kálmán a "Kaszinózó Táblabírák" művében 4 oldalt szánt Forintos Kálmán emlékezetére, amelynek a címe: "Forintos Kálmán Tréfai". Ezen azt állítja Forintos Kálmán földbirtokosról, hogy ő a "legszellemesebb földesúr a fél vármegyéjében" volt és, hogy egy egész kötetet lehetne írni az ő talpraesett rögtönzéseiről. Forintos Kálmánnál gyakran zajlott "tarokkparti", azaz sűrűn kártyáztak az urak, illetve az ő erdeiben vadászott barátaival, többek között Gyömörey Gáspár földbirtokossal együtt. Darnay Kálmán szeretettel emlékezett Forintos Kálmán feleségéről Schöen Johannáról: "Diákkoromban magam is ismertem zseni nénit, Forintos Kálmán bácsi hitvesét. Kinek öregedő korában is oly édesen csicsergett ajkáról a simogató szó, akár az alkonyati madár. Régen volt! A fiatal Kálmán uraság gyakran feljárogatott a császárvárosba. Ott vetett szemet Schön szeptemvir szépséges leányára, Zsenikére".
1903. május 1-én hunyt el Mihályfán.

## Házassága és gyermekei
1859. május 24-én Sopronban feleségül vette az osztrák származású liebingeni Schöen Johanna (Znojmo, Cseh Királyság, 1838. július 4. – Mihályfa, 1921. július 6.) kisasszonyt, akinek a szülei Josef Schön von Liebingen (1797–1877), jogász és Krzandalsky Johanna voltak. Darnay Kálmán gyerekkori emlékei szerint, Forintos Kálmán jó humorú és kedves egyéniségű hazafi magyar ember volt, akit különösen kedvelt. Kálmán gyakran feljárt Bécsbe, ahol megismerte a feleségét, akit majd magával vitt Mihályfára. Forintos Kálmánné Schöen Johanna egyik fivére liebingeni lovag Schöen Robert (1829–1900), bécsi ügyvéd, a Morva-Sziléziai Tanács tanácsosa, az osztrák legfőbb ítélőszék bírája; Schöen Róbert lánya, és egyben Forintos Kálmánné unokahúga liebingeni Schöen Mária (1869–1939), akinek a férje báró von Giesl Henrik (1821–1905) táborszernagy. Forintos Kálmán és liebingeni Schöen Johanna frigyéből született:
- forintosházi Forintos Mária Johanna Ludovika (Irma) (Mihályfa, 1860. július 4. – Nagykanizsa, 1916. november 13.). Férje: pósfai Horváth János Nepomuk György (Zalaegerszeg, 1839. augusztus 12. – Nagykanizsa, 1923. augusztus 3.), a Magyar királyi állami gépgyárának az igazgatója, a Ferenc József-rend lovagja, földbirtokos.
- forintosházi Forintos Johanna Eleonóra Emília (Mihályfa, 1863. február 4. – Mihályfa, 1867. május 29.)
- forintosházi Forintos József Gábor Jenő (Mihályfa, 1864. január 21. – Mihályfa, 1867. június 13.)
- forintosházi Forintos Béla Gábor Dénes Elemér (Mihályfa, 1865. március 16. – Rákoshegy, 1941. augusztus 25.), MÁV felügyelő. Első neje: Wágner Auguszta. 2.f.: Bőhm Gizella Jozefa (Budapest, 1881. április 16. –Budapest, 1959. január 24.).[18]
- forintosházi Forintos Jenő Géza Árpád (Mihályfa, 1866. február 3. – Mihályfa, 1866. május 17.)
- forintosházi dr. Forintos Géza Kálmán Elemér (Mihályfa, Zala vármegye, 1868. június 27. – Mihályfa, Zala vármegye, 1954. június 12.), jogász, minisztériumi tanácsos, a vármegyei törvényhatósági bizottságnak a tagja, földbirtokos. Neje: Starmeg Paulina (Észak-Komárom, 1863. június 22. – Mihályfa, 1951. június 12.).
- forintosházi Forintos Johanna Eleonóra Jozefina (Mihályfa, 1869. október 3. – Budapest, 1952. november 3.).[19] Férje: dr. Rozs István (Kaposvár, 1857. február 9. – Pécs, 1942. január 15.), orvos vezérőrnagy, a Ferenc József-rend lovagja.[20]
- forintosházi Forintos Irén Mária Jozefa (Mihályfa, 1870. november 10. – Mihályfa, 1886. február 1.).[21]